# Benløse
Benløse er en forstad til Ringsted med 5.065 indbyggere. Den ligger primært i Benløse Sogn samt meget lidt i Ringsted Sogn begge under Ringsted Kommune på Midtsjælland.

## Historie
Benløse landsby bestod i 1682 af 30 gårde. Det samlede dyrkede areal udgjorde 1.023,3 tønder land skyldsat til 210,04 tønder hartkorn. Dyrkningsformen var trevangsbrug.
Omkring århundredeskiftet (1900) blev Benløse beskrevet således: "Byen Benløse (gl. Form Bylløse, Bynløsse), ved Roskildevejen, med Kirke, Skole, Teglværk, Mølle og Andelsmejeri (Kildevang)."
I løbet af det 20. århundrede voksede Benløse sig fra Benløse Runding langs hovedvejene til Roskilde og Holbæk. Siden hen kom der villakvarterer i mellem disse veje og lidt på den anden side også. Efterhånden smeltede den bebyggelsesmæssigt sammen med selve Ringsted kun adskilt af Vestmotorvejen.
I 1964 startede porcelænsfabrikken Désirée produktion op, som senere blev flyttet til en nyligt nedlagte skole ved gadekæret.
Benløse var en selvstændig kommune indtil kommunalreformen i 1970.
I 1970'erne blev det lille indkøbscenter Benløsecenteret (nu Nordcentret) bygget samtidig med boligblokkene Benløseparken. I samme periode blev den første del af Vestmotorvejen fra Køge til Ringsted åbnet og i 1990'erne videreført til Slagelse, og blev derved en effektiv grænse mellem Ringsted og Benløse.
I 2000'erne er der udstykket mange grunde til villaer og anden lav bebyggelse mod nord og øst for det eksisterende Benløse, så bydelen fortsat vokser. I mellem villakvarteret ved Smålodsvej og op mod gammel Benløse blev en ny skov med navnet Benløse Byskov etableret i 1999. Skoven er en del af Benløse Skov, der skal være med til at beskytte grundvandet, som blandt andet bliver brugt som drikkevand i Københavns Kommune.

## Sport
Benløse Floorball Club gør sig nationalt gældende inden for sporten floorball med førstepladsen i herreligaen i 2017 og 2019 som bedste resultater.

## Lokationer
- Benløse Kirke
- Byskovskolen - tidligere Benløse Skole og Asgårdsskolen
- Benløse Frivillige Brandværn
- Benløsehallen – hjemsted for Benløse GIF.
- Nordcentret - tidligere Benløsecentret